# Iglesia de Santa Úrsula (Santa Úrsula)
La iglesia de Santa Úrsula, situada en el término municipal de Santa Úrsula, isla de Tenerife (Canarias, España), es un templo de una sola nave y planta de cruz latina, con capilla mayor y dos laterales separadas por arcos de cantería. Es bien de interés cultural, con categoría de monumento, desde 2006.

## Descripción
Su fachada de cantería ofrece portada de medio punto entre pilastras cajeadas toscanas y remate con arquitrabe, friso liso y frontón triangular inscrito en hastial diédrico con un reducido óculo en el vértice. La espadaña anexa es reciente con un doble arco de medio punto y remate de frontón con bolas en los vértices. La cubierta es de teja árabe a dos aguas de triple rosca. La fachada lateral a la plaza cuenta con una segunda portada de medio punto en cantería y una ventana acristalada; mientras que el ángulo generado por la capilla de la Epístola aparece ocupado por el cuerpo de la casa parroquial, en un lenguaje anodino.
La cubierta de teja árabe a dos aguas y triple rosca ocupa el buque del templo, mientras que en las capillas laterales es a cuatro aguas. Adosada a la fachada norte se construye en 1993 una torre de nueva fábrica en cantería vista, salvo su remate.
En el interior, la nave muestra un artesonado de par y nudillo, con seis tirantes y decoración geométrica, y un arco toral en cantería sobre capiteles jónicos que da paso al crucero. La capilla mayor y las laterales poseen techumbre ochavada con decoración geométrica. La sacristía se localiza tras la capilla mayor. 
De esta iglesia iniciada en el siglo XVI, reformada y ampliada en el siglo XVII, cabe resaltar la decoración de la portada, siendo un ejemplo de las pautas tradicionales de la edificación religiosa en Canarias.

## Monumento Histórico
Después del 15 de febrero de 1988, fecha en que la Dirección Territorial de Cultura del Gobierno Autónomo comunica al presidente de la corporación municipal, haber incoado expediente para declarar el templo de Santa Úrsula monumento histórico artístico de interés para la comunidad canaria, el alcalde Fernando Luis González, con el apoyo de sus compañeros de consistorio y la colaboración del párroco Jerónimo Hernández Rodríguez, realiza activas gestiones encaminadas a lograr su total restauración. Las mismas, desarrolladas con éxito, culminan en su primera etapa con la adjudicación -el 7 de septiembre de 1988- de las obras de la cubierta -presupuestadas en 15.615.438 pesetas-, a la empresa «Miguel Hernández Ventura»; trabajos iniciados el 14 de noviembre de 1988 bajo la dirección del arquitecto Rafael Miranda Flores, y concluidos el 23 de septiembre del año siguiente.

## Galería de imágenes

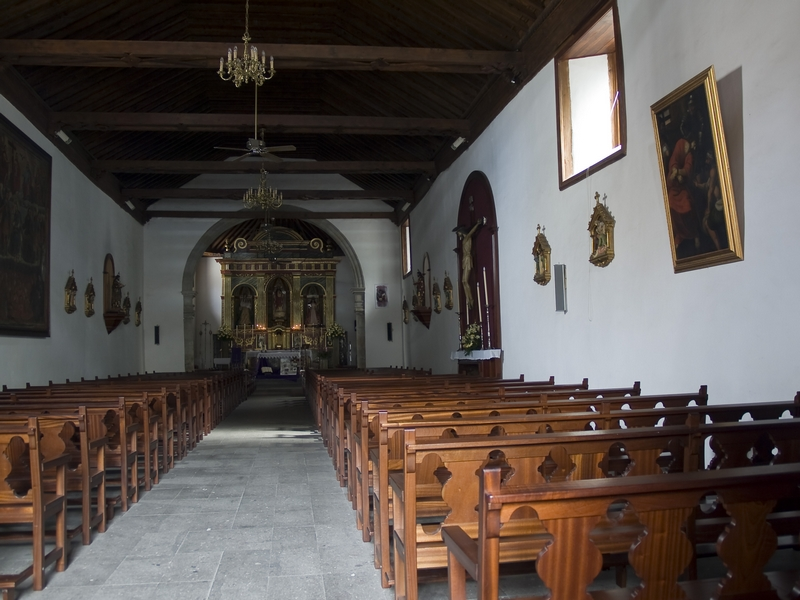
Interior del templo
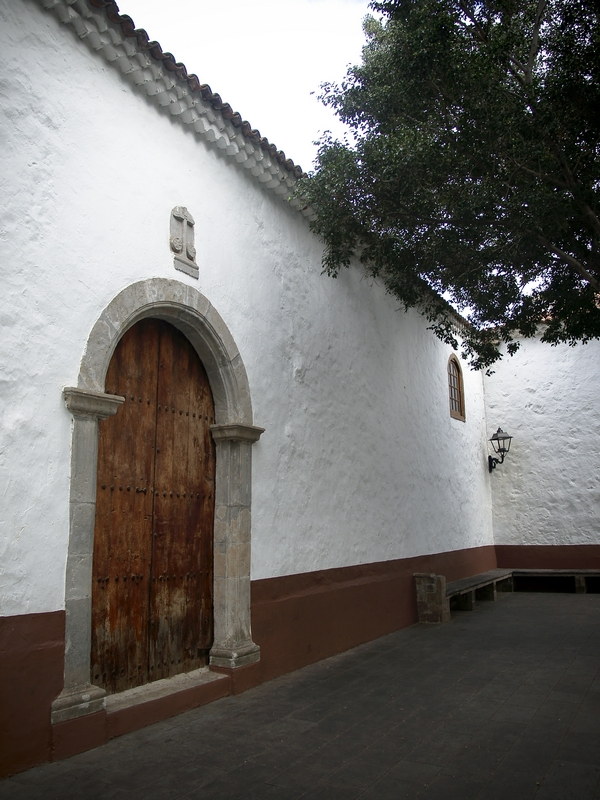
Lateral de la iglesia
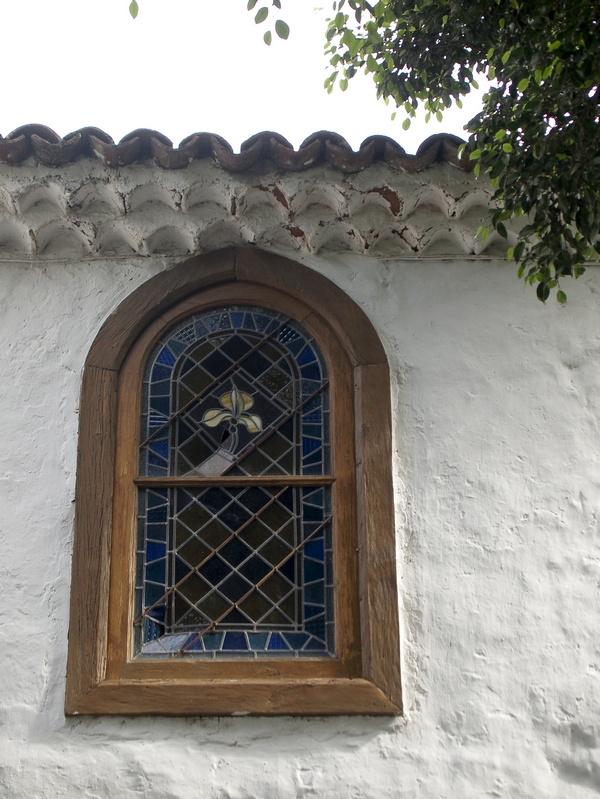
Detalle de ventana